# Jochenfritz Meinke
Jochenfritz „Jochen“ Meinke (* 23. Oktober 1930 in Hamburg-Hammerbrook; † 9. Januar 2022) war ein deutscher Fußballspieler. Er ist mit 307 Einsätzen und zehn Toren Rekordhalter des Hamburger SV in der damals erstklassigen Fußball-Oberliga Nord. In der Saison 1959/60 gewann er als Kapitän mit den „Rothosen“ die deutsche Fußballmeisterschaft.

## Laufbahn
Der mit Spitznamen „Jocki“ genannte Jochenfritz Meinke begann seine Karriere als Jugendlicher beim SC Sperber Hamburg. Nach dem Ende des Zweiten Weltkriegs wechselte er zum 1. Juli 1945 in die Jugendabteilung des Hamburger SV. Zur Saison 1949/50 wurde er aus dem Nachwuchs der „Rothosen“ in die Ligamannschaft in der Oberliga Nord übernommen. Dem neuen Trainer Georg Knöpfle wurden am Rothenbaum daneben noch die Neuzugänge Josef Posipal, Werner Harden und Rolf Rohrberg zur Verfügung gestellt. Am vierten Spieltag, den 9. Oktober 1949, debütierte der Nachwuchsspieler beim 5:2-Heimerfolg gegen Hannover 96 auf Halbrechts in der Oberliga Nord. Durch eine schwere Meniskusverletzung – dadurch verpasste er auch die „Goodwill-Reise“ des HSV im Sommer 1950 in die USA – kam er insgesamt zu nur drei Rundeneinsätzen und konnte deshalb auch 1950/51 nur sechs Ligaspiele bestreiten. Als mit Torhüter Horst Schnoor zur Runde 1952/53 der nächste leistungsstarke eigene Jugendspieler erfolgreich in den Ligakader nachrückte, schaffte Meinke mit 33 Oberligaeinsätzen und vier Toren endgültig den Durchbruch zum Stammspieler.
Nachdem in der Saison 1954/55 mit Uwe Seeler, Klaus Stürmer und Jürgen Werner drei überdurchschnittlich begabte Nachwuchsspieler zum Kreis der Ligamannschaft gekommen waren, nahm der HSV auch überregional, sprich im DFB-Pokal und der Endrunde um die deutsche Meisterschaft, Fahrt auf. Im ersten Finale stand die Mannschaft um den Außenläufer oder Stopper spielenden Meinke, 1956, im Wettbewerb um den DFB-Pokal. Es folgten die Endspiele um die deutsche Meisterschaft 1957 und 1958. Beide Endspiele wurden aber verloren. In seiner elften Oberligasaison, 1959/60, holte der jetzt schon länger von der Außenläuferrolle zum Mittelläufer aufgerückte Kapitän Meinke am 25. Juni 1960 in Frankfurt mit dem HSV durch einen 3:2-Erfolg gegen den 1. FC Köln die deutsche Meisterschaft nach Hamburg. Gegen den westdeutschen Meister erwies sich die stabile Defensive als Schlüssel zum Erfolg. Mit den Stürmern Helmut Rahn, Christian Breuer, Christian Müller, Hans Schäfer, Karl-Heinz Thielen und den zwei offensivfreudigen Außenläufern Josef Röhrig und Hans Sturm hatte die „Geißbock“-Elf eine herausragende Offensivqualität vorweisen können. Insgesamt absolvierte der stets ruhige, sachliche und nervenstarke Leistungsträger von 1951 bis 1962 mit den „Rothosen“ 52 Endrundenspiele um die deutsche Meisterschaft. Das Debüt in der Endrunde gab Meinke am 27. Mai 1951 beim 5:1-Heimerfolg gegen Preußen Münster als rechter Außenläufer neben Jupp Posipal und Heinz Spundflasche. Sein 52. Endrundenspiel absolvierte der HSV-Kapitän am 5. Mai 1962 bei der 1:2-Heimniederlage gegen Eintracht Frankfurt als Mittelläufer, unterstützt durch die Außenläufer Jürgen Werner und Dieter Seeler.
Einen nicht unbedeutenden Beitrag zur Leistungsstärke des HSV in der Oberligaära leisteten die internationalen Freundschaftsspiele gegen ausländische Spitzenmannschaften. Meinke und Kollegen traten unter anderem gegen Manchester United (16. August 1958 und 12. August 1959), Real Madrid (5. September 1959), CF Barcelona (3. September 1960 und 12. März 1962), AC Mailand (7. November 1961), Penarol Montevideo (3. Februar 1962), Benfica Lissabon (29. September 1962) und den FC Santos (20. Oktober 1962) mit Pelé an. Sie mussten aber auch als Ersatz für seine bescheidenen Auswahlberufungen herhalten. Lediglich am 24. April 1954 wurde der langjährige HSV-Leistungsträger vom DFB in einem B-Länderspiel in Offenburg gegen die Schweiz eingesetzt. Zudem spielte er in der Zeit von 1955 bis 1960 sechsmal für die Auswahlmannschaft des Norddeutschen Fußballverbandes und erzielte dabei ein Tor.

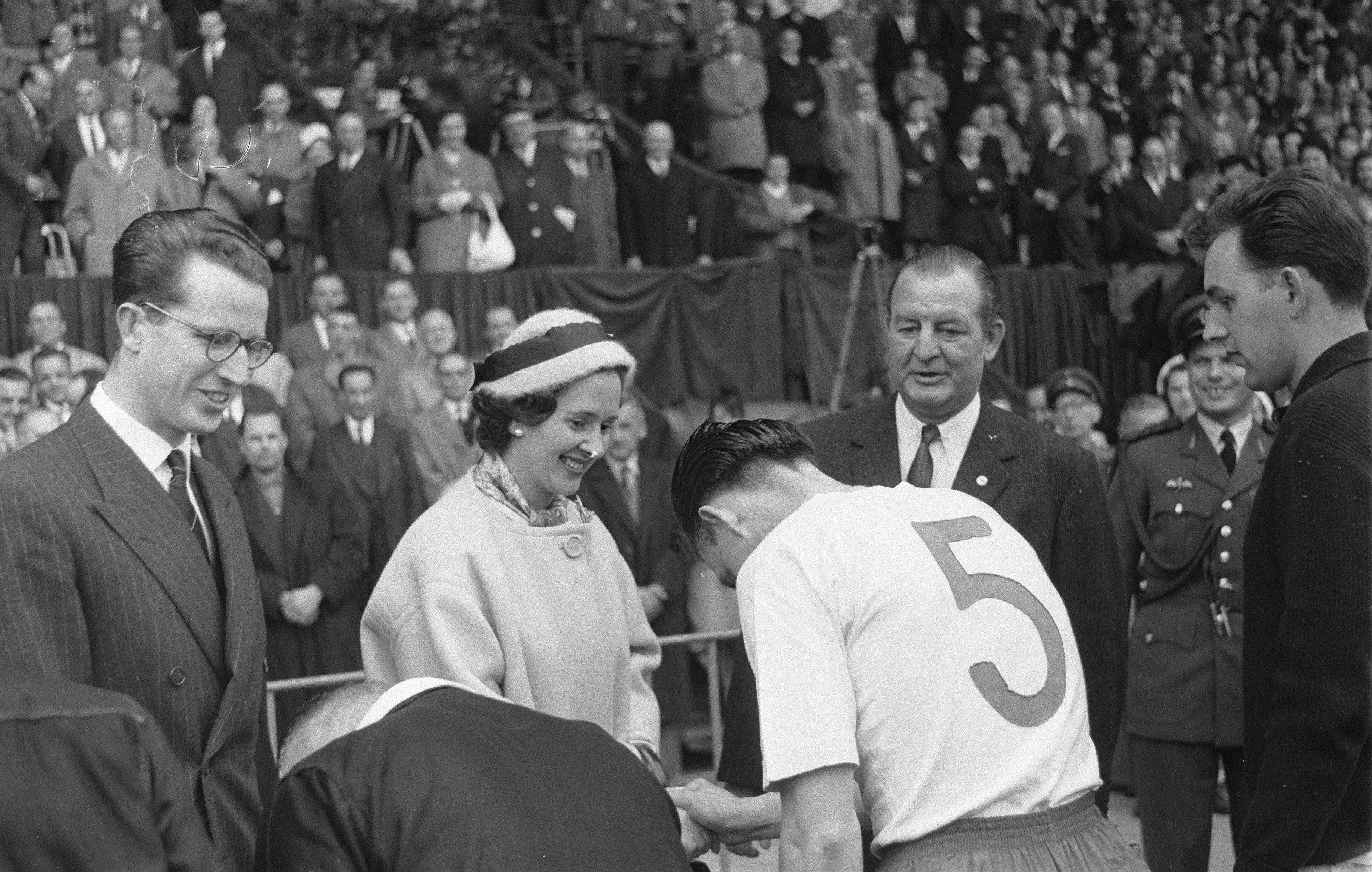
Jochenfritz Meinke (mit der Rückennummer 5) wird dem belgischen König Baudouin und Königin Fabiola vorgestellt, rechts daneben steht sein Teamkollege Horst Schnoor. Dies geschah in der Halbzeitpause während des Entscheidungsspiels gegen den FC Barcelona im Heysel-Stadion, 3. Mai 1961

Im Europapokal der Landesmeister 1960/61 bei den Spielen gegen Young Boys Bern, FC Burnley und in den drei Partien gegen den FC Barcelona überzeugte der Abwehrdirigent der Hamburger auch in diesem Wettbewerb. Auch gegen die international anerkannten Angreifer wie Anton Allemann, Eugen Meier, Ernst Wechselberger (Young Boys), Jimmy McIlroy, Brian Pilkington, Jimmy Robson, Roy Pointer (Burnley) und dem mit Stars gespickten Katalanen-Angriff um Sándor Kocsis, László Kubala, Evaristo, Luis Suárez und Zoltán Czibor, bestätigte der HSV-Routinier seine Wichtigkeit als Abwehrdirigent und ruhender Pool für das Defensivspiel des HSV. Zu den Europacupspielen wird Meinke bei Vinke zitiert:

„Das aus meiner Sicht beste Europacupspiel machten wir in Bern beim 5:0 über die Young Boys – ein sagenhaftes Spiel. Leider wurde es damals nicht im Fernsehen übertragen und bekam somit in der Öffentlichkeit nicht den gebührenden Stellenwert. Eine sensationelle Leistung zeigten wir natürlich auch beim 4:1-Heimsieg im Viertelfinale gegen den FC Burnley.“

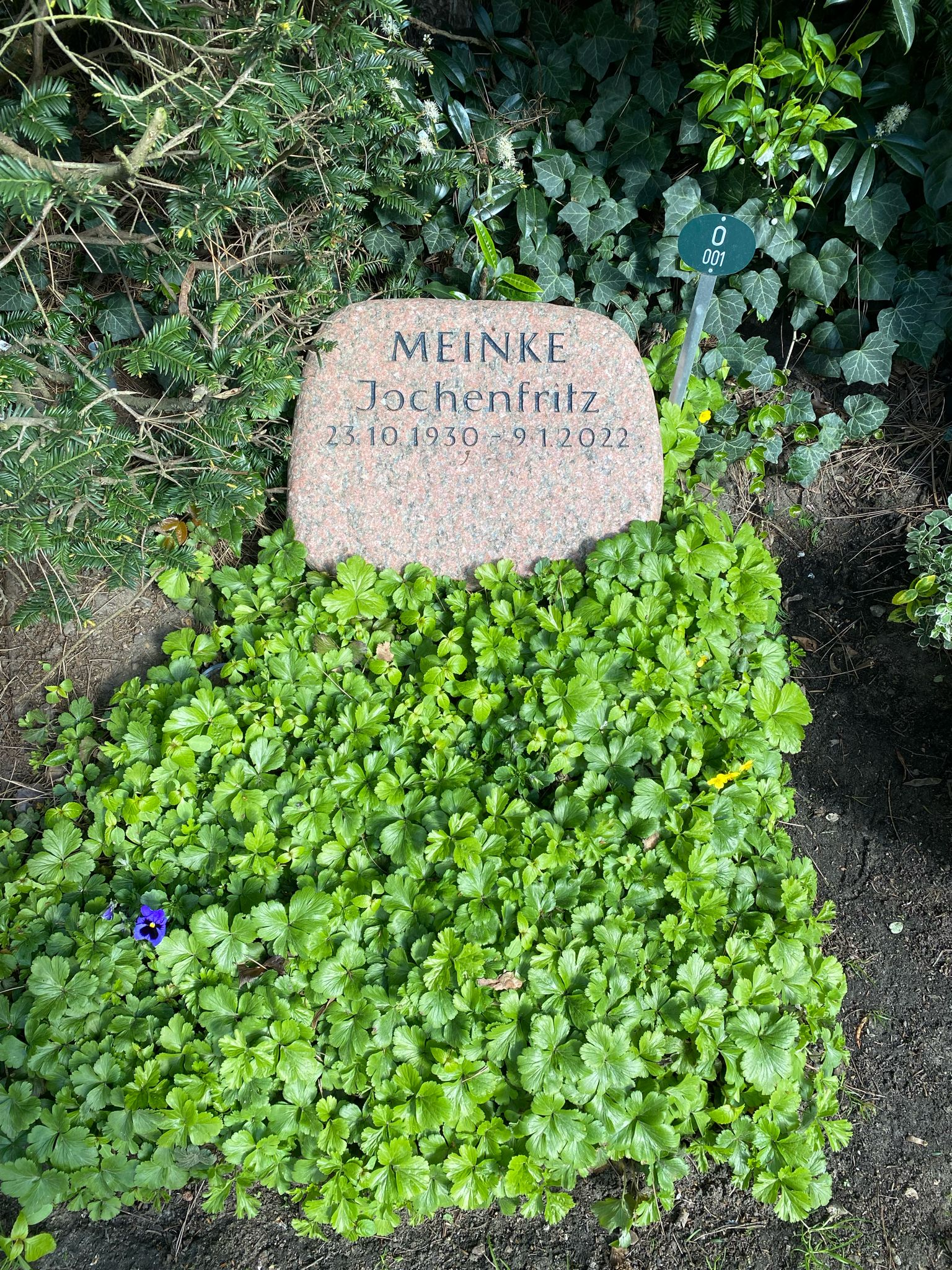
Grabstätte auf dem Rahlstedter Friedhof

Sein letztes – von insgesamt 307 – Oberligaspielen für seinen Verein absolvierte „Jocki“ Meinke am 3. Februar 1963 bei der 1:2-Heimniederlage gegen Altona 93. Er stand dabei mit den Mitspielern Horst Schnoor, Gerhard Krug, Jürgen Kurbjuhn, Jürgen Werner, Dieter Seeler, Uwe Reuter, Harry Bähre, Uwe Seeler, Peter Wulf und Gert Dörfel auf dem Platz. Danach übernahm Hubert Stapelfeldt kurzzeitig seine Position als Mittelläufer. Erst mit dem Zugang von Nationalspieler Willi Schulz zur Runde 1965/66, konnte aber der Vakanz in der Defensivzentrale des HSV begegnet werden. Den Erfolg der Oberligaära brachte diese Personalie aber nicht zustande.
Der Rekordspieler mit Vorbildcharakter wurde oftmals als „Vater der HSV-Meistermannschaft von 1960“ bezeichnet und war nicht nur durch seine Vereinstreue eine Integrationsfigur und bei allen Erfolgen – von 1950 bis 1963 alleine 13 Meisterschaften in der Oberliga Nord – des Hamburger SV zwischen dem Zweiten Weltkrieg und der Einführung der Bundesliga dabei.
Nach Einführung der Fußball-Bundesliga zur Saison 1963/64 kam Meinke nicht mehr zum Einsatz. Er stand aber noch mit einem „Ehrenvertrag“ bis 1965 als Aktiver auf der HSV-Gehaltsliste und bestritt auch noch bei der Amerikareise im Mai 1964 in New York ein Spiel gegen den FC Liverpool. Meinke wird sich später erinnern:

„Mit der Bundesliga begann ja eine neue Zeit im Fußball. Dazu fühlte ich mich mit 32 Jahren zu alt. Ich hatte eine Tankstelle, die Kinder sind zur Schule gekommen. Ich hätte in meinem Alter kaum noch Bäume ausreißen können.“

Der Oberligarekordspieler beendete 1965 offiziell seine Laufbahn und war später von 1979 bis 1992 als Leiter des HSV-Leistungszentrums am Ochsenzoll tätig.
Jochenfritz Meinke starb am 9. Januar 2022. Seine letzte Ruhestätte erhielt er auf dem Rahlstedter Friedhof.

## Erfolge
- Deutscher Meister: 1959/60